# Procambarus angustatus
Procambarus angustatus từng là một loài tôm sông trong họ Cambaridae. Nó chỉ được biết đến qua một mẫu do John Lawrence LeConte miêu tả năm 1856. Ông viết rằng, một số cá thể sống ở Georgia, trong các kênh nước sạch chảy giữa bãi cát và hồi". Nó là loài đặc hữu của tiểu bang Georgia của Hoa Kỳ, nhưng hiện tại nó đã tuyệt chủng.